# Bloomington (Texas)
Bloomington è un census-designated place (CDP) degli Stati Uniti d'America della contea di Victoria nello Stato del Texas. La popolazione era di 2 459 abitanti al censimento del 2010. Fa parte dell'area metropolitana di Victoria.

## Geografia fisica
Bloomington è situata a 28°38′48″N 96°53′48″W (28.646639, -96.896556).
Secondo lo United States Census Bureau, il CDP ha una superficie totale di 6,86 km², dei quali 6,86 km² di territorio e 0 km² di acque interne (0% del totale).

## Storia
Il sito deve il suo nome all'omonima città nell'Illinois, da dove provenivano molti dei primi coloni.

## Società

### Evoluzione demografica
Secondo il censimento del 2010, la popolazione era di 2 459 abitanti.

### Etnie e minoranze straniere
Secondo il censimento del 2010, la composizione etnica del CDP era formata dal 74,91% di bianchi, il 5,65% di afroamericani, lo 0,73% di nativi americani, lo 0,2% di asiatici, lo 0% di oceanici, il 16,06% di altre razze, e il 2,44% di due o più etnie. Ispanici o latinos di qualunque razza erano il 74,42% della popolazione.